# Elsa Reger

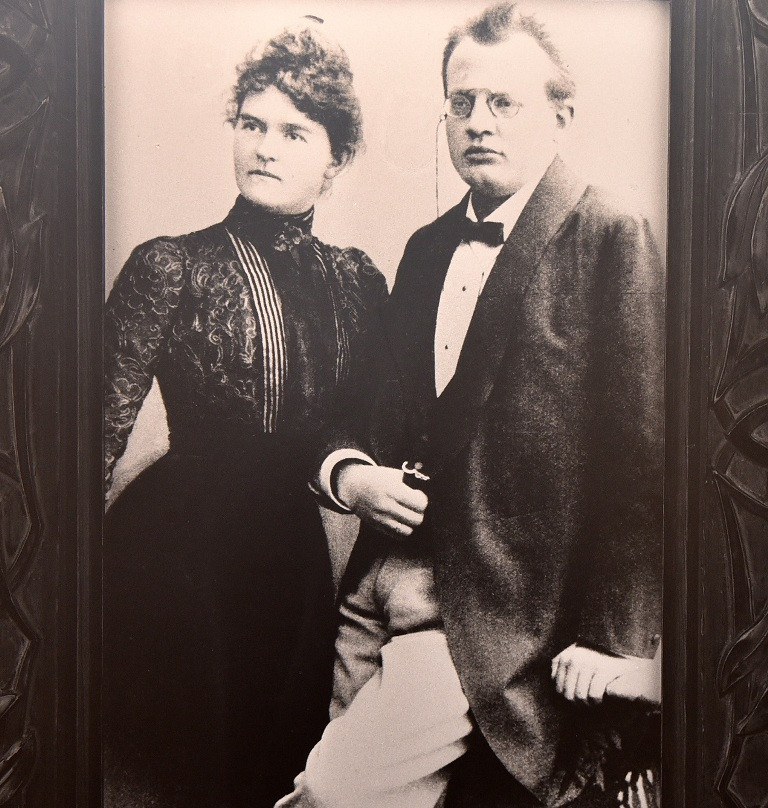
Elsa und Max Reger (etwa 1900)

Elsa Reger (geboren am 25. Oktober 1870 in Kolberg als Margarete Ulrike Augusta Marie Karoline Elsa von Bagensteg (auch Bagensky); gestorben am 3. Mai 1951 in Bonn) war die Frau Max Regers und gehörte zu seinen Nachlassverwaltern. Sie trat auch als Autorin ihrer Autobiografie hervor.

## Leben
Elsa kam als Tochter des Kolberger Hauptmanns Ernst Hugo Robert von Bagensteg (auch Bagenski) und dessen Frau Augusta Karoline Josepha Marie Theresia Fanny Olga, geborene Reichsfreiin von Seckendorff-Aberdar zur Welt.
Sie heiratete am 8. Februar 1891 den späteren preußischen Generalmajor Franz von Bercken (1863–1922), von dem sie sich im Oktober 1899 scheiden ließ. 1893 lernte sie Max Reger bei einem Sommerurlaub in Wiesbaden kennen, wo sie bei ihm Gesangsunterricht nahm. Bei einem Besuch 1899, als Reger um sie warb, wurde er von ihr jedoch zunächst abgewiesen.
Mehrere Jahre später traf sie Max Reger in München bei einem Konzert wieder und erlaubte ihm nun, um sie zu werben. Mit förmlichen Brief vom 4. August 1902 hielt Reger offiziell um Elsas Hand an und verwies auf jährliche Einnahmen von mindestens 7.600 Mark. Sie heiratete ihn schließlich standesamtlich am 25. Oktober 1902 in München, kirchlich am 7. Dezember 1902 in Bad Boll. Da sie geschieden und Protestantin war, hatte dies die Exkommunikation Regers zur Folge. Ihre Mutter Auguste unterstützte den Heiratsentschluss und zog sogar zu ihr nach München, wo sie 1907 starb. Mit ihrem Mann lebte Elsa in der Folge in Leipzig, Meiningen und Jena. Getrübt wurde die Ehe jedoch durch Max Regers stetige Arbeit und gelegentliche Flucht in den Alkohol einerseits, Elsa Regers nervöse Natur und gesundheitliche Unpässlichkeit andererseits. Das Paar adoptierte zwei Töchter: Marie Martha Heyer (1905–1969, adoptiert 1908) als Christa Reger und später Selma Charlotte Meinig als Lotti Reger (1907–1963, adoptiert 1909).
Nach Regers Tod an einem der üblichen Unterrichtstage in Leipzig sah Elsa Reger es als ihre Hauptaufgabe, das Gedenken ihres Mannes zu ehren. Sie setzte sich unmittelbar nach seinem Tod für die Gründung des Max-Reger-Archivs ein (zunächst in Jena, dann in Weimar, heute Teil der Meininger Museen), gab 1930 ihre Autobiographie Mein Leben mit und für Max Reger heraus, veranlasste die Veröffentlichung eines Briefbandes. Sie gründete ferner 1947 das Max-Reger-Institut/Elsa-Reger-Stiftung.
Die Urne mit Regers Asche bewahrte sie zunächst zu Hause in Jena auf. Als Elsa Reger in Weimar wohnte, wurde die Urne dort bestattet und schließlich zum 14. Todestag 1930 auf den Münchner Waldfriedhof überführt. Ihr eigener Wunsch war es, auf dem Alten Bonner Friedhof nahe Clara Schumann und Beethovens Mutter beerdigt zu werden; dies geschah 1951.